# 张南生
张南生（1905年8月24日—1988年8月6日），原名张履勋，中国人民解放军中将。1955年获二级八一勋章、一级独立自由勋章、一级解放勋章，1988年获一级红星功勋章。